# Gerlinde Lang
Gerlinde Lang (* 1978; † 28. Dezember 2021) war eine österreichische Radiomoderatorin.
Ab dem Jahr 1998 arbeitete Lang beim österreichischen Radiosender FM4, dort war sie ab 2000 eine der Moderatorinnen der Sendungen Connected, Update und Homebase. Der Schwerpunkt ihrer redaktionellen Beiträge lag im Bereich Computer, IT und Videogames, sie betreute u. a. die Rubrik Digital Underground. In ihrer Radioglosse Glamorous schrieb sie ab dem Jahr 2000 auf ironisch-satirische Weise über Mode und deren Auswirkungen auf ihr Leben. 
Für das Schulmagazin Chalk und das Magazin Intro war sie als Autorin und Stylistin tätig, 2005 auch für die FM4-Plakatkampagne. Bei verschiedenen Gelegenheiten legte sie auch als DJ auf. 2005 und 2006 war sie Mitglied der Jury für die Vergabe der österreichischen Big Brother Awards, 2005 bis 2007 saß sie in der Jury für den U19 Freestyle Computing-Bewerb des Prix Ars Electronica und 2010 in der Jury zum Vorfinale für den Protestsongcontest, den sie 2013 selbst moderierte.
Lang starb am 28. Dezember 2021 nach langer schwerer Krankheit.